# Pevnost Eben-Emael
Pevnost Eben-Emael byla belgická pevnost mezi městy Lutych a Maastricht na hraně zářezu Albertova kanálu. Pevnost byla vybudována v letech 1931–1935 a byla považována za nedobytnou. Umístění pevnosti bylo zvoleno na belgicko-holandské hranici, ale účelem pevnosti byla obrana proti německé invazi. Sloužilo zde 2000 vojáků.

## Strategie
Pevnost Eben-Emael byla vybudována v letech 1932 - 1938 k zastavení invazního postupu německé armády za 2. světové války a současně mohla dělostřeleckým postřelováním ze 7 silných dělostřeleckých baterií krýt mosty, které byly vybudovány přes řeku Mázu.
Pro útočící Německo tak vznikl strategický problém, jak zajistit přechod tanků a vojenské techniky přes mosty na Máze, které byly kryty dělostřeleckou palbou právě z této pevnosti a taktéž byly samostatně jištěny destrukčními náložemi, které měly v případě ohrožení odpálit mostní hlídky.

## Válečná situace

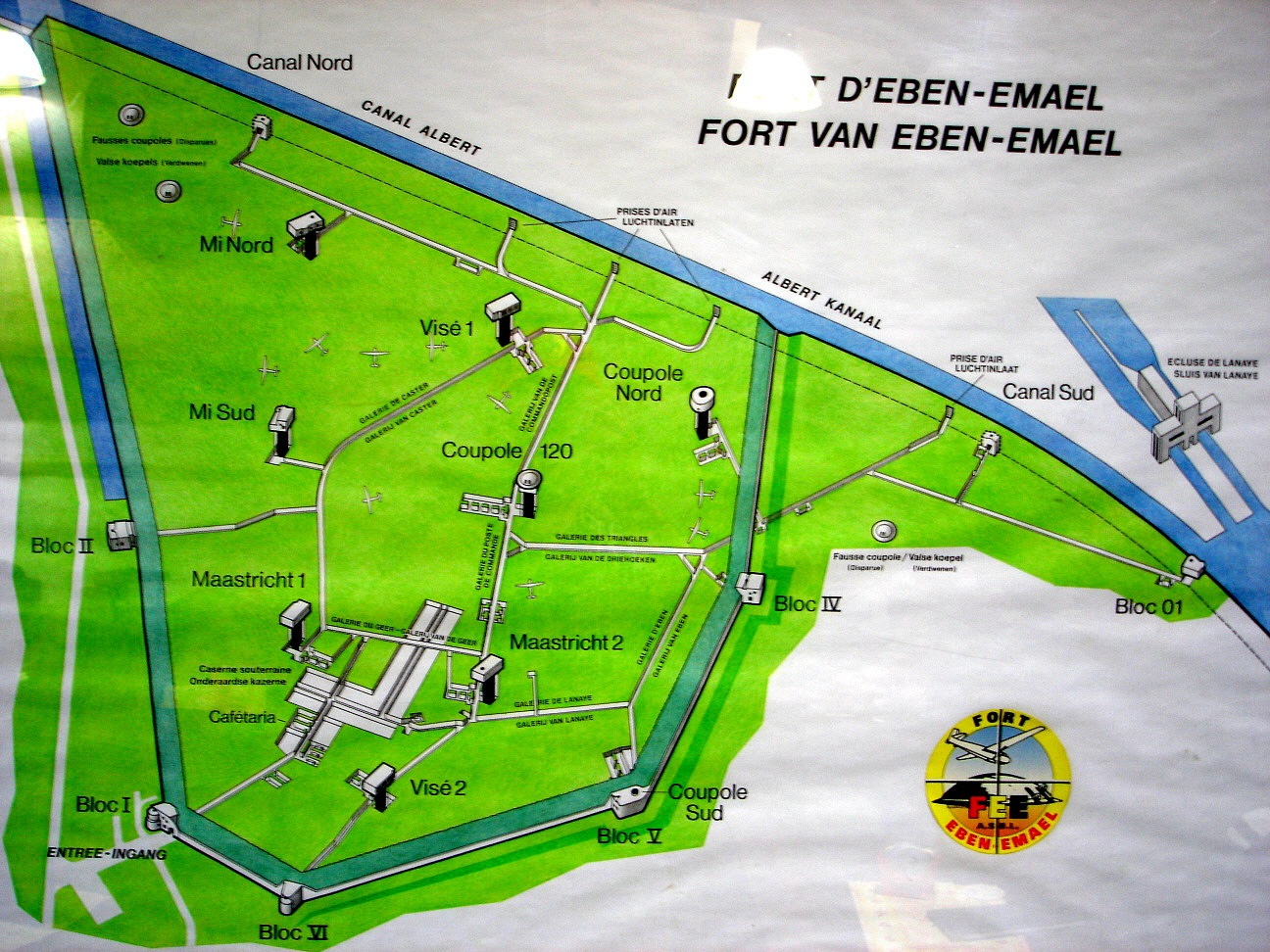
Schéma pevnosti Eben-Emael

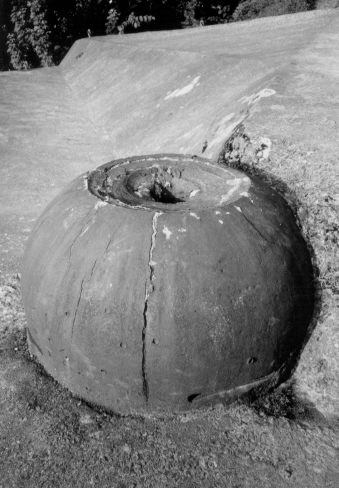
Účinek kumulativní nálože na pancéřovém prvku pevnosti Eben-Emael

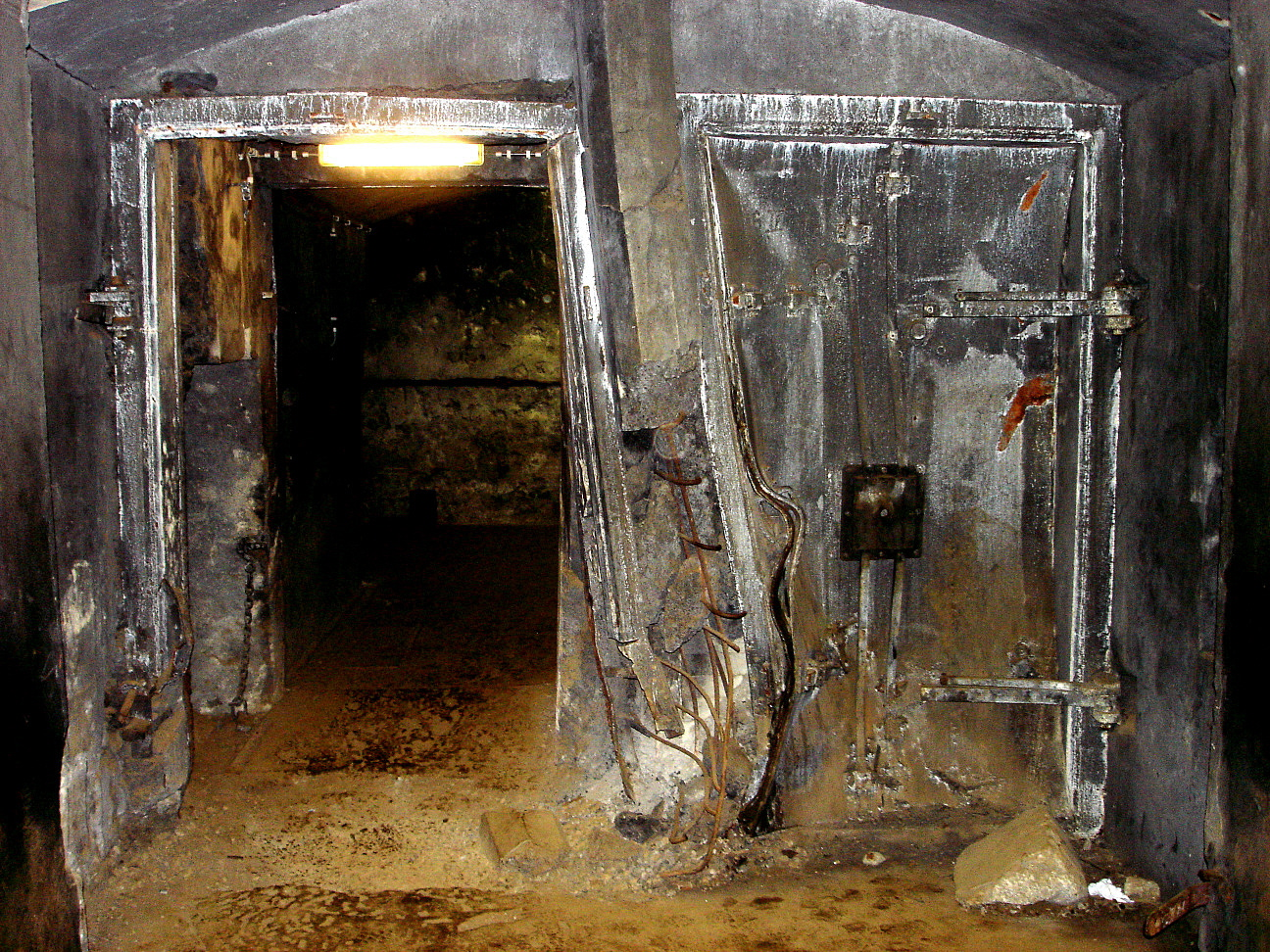
Pancéřové dveře odstřelené invazní jednotkou při průniku do pevnosti pod jednou z věží

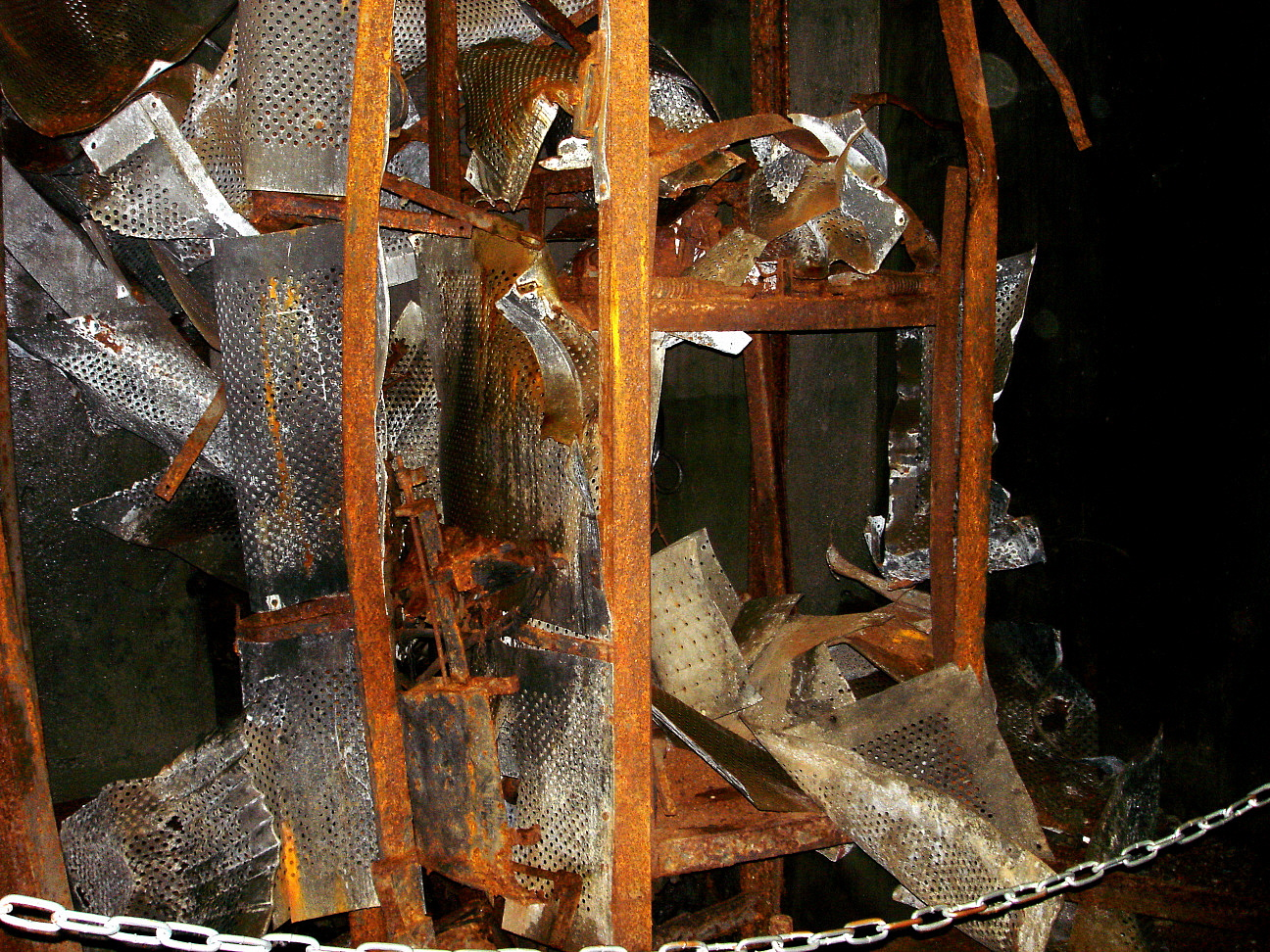
Demolovaný výtah a schodiště v šachtě následkem výbuchu při odstřelu dveří

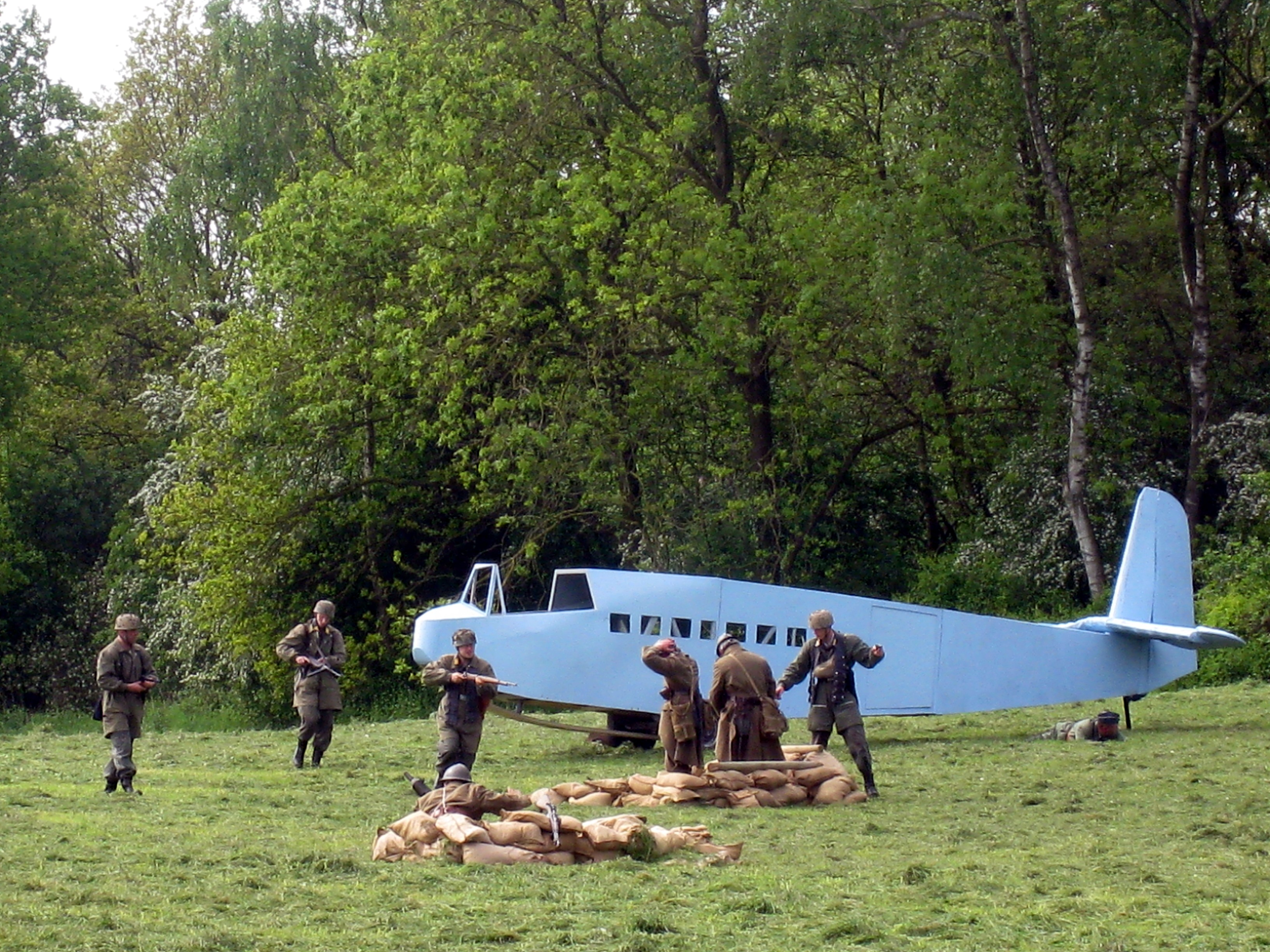
Simulace útoku německých parašutistů s kluzákem jižně od pevnosti

Zabrání mostů a obsazení pevnosti měli mít na starosti nejprve tzv. brandenburští (založeni Canarisem), pro které to však byl úkol velmi obtížný, až nemožný, vzhledem k silným obranným postavením belgické strany.
Hitler požádal Kurta Studenta, velitele 7. letecké divize, aby obsadil pevnost Eben-Emael a několik blízkých mostů přes Albertův kanál a řeku Mázu. Úkol byl velmi obtížný, protože do okolí pevnosti nebylo možno dopravit útočné jednotky k provedení operace a ani nebylo možné přistát letadly kvůli malému prostoru. Hitler navrhl použití nových, přísně utajovaných, nákladních kluzáků DFS 230 (z něm. Deutsche Forschungsanstalt für Segelflug) tažených za třímotorovými letouny Junkers Ju 52. Kluzák DFS 230 dokázal pojmout kromě pilota 8 mužů s proviantem. Student došel k závěru, že horní část pevnosti je právě dost velká na to, aby na ni mohlo přistát 10 upravených kluzáků, ovšem pouze ve dne. Samotný německý průzkum velmi usnadnila okolnost, že pevnost byla obehnána systémem z výšky velmi dobře viditelných příkopů, navíc si posádka udělala na vrcholu pevnosti fotbalové hřiště. S největší pravděpodobností byla pro obeznání pevnosti použita dopravní letadla, když právě přes pevnost vedl od roku 1926 dopravní koridor Kolín nad Rýnem - Paříž. Z existence fotbalového hřiště bylo jasné, že areál pevnosti není zaminován, takže je pro přistání kluzáků použitelný.
Velitelem operace byl jmenován kapitán Walter Koch. Jeho 500 výsadkářů bylo rozděleno do 4 úderných skupin. Odborník na výbušniny Rudolf Witzig vedl skupinu 85 mužů pod názvem „ŽULA“ z nichž většina byli ženisté. Jejich hlavním úkolem bylo proniknout do pevnosti.
Witzigovi muži měli 9 primárních cílů: uprostřed pevnosti pancéřová kopule se 120 mm kanony, na S a J další dvě se 75 mm kanony, všechny s pancířem o síle 30 cm) + další 4 střelecká stanoviště, kde na každém byly umístěny 3 kanony o 75 mm, z kterých se dalo pálit na mosty na severu a na zbylé přes Mázu.
K proniknutí skrz tak tvrdý pancíř byla použita nová zbraň - kumulativní nálož. Jednalo se o nálož tvarovanou tak, aby tlak spalin vyvinul maximální sílu pouze v jednom směru. Vývoj této nálože se Německu podařilo utajit mimo jiné i tím, že výsadkáři při výcviku v rámci utajení nosili stejně těžké kameny). 3 další skupiny s krycími názvy: „OCEL“, „BETON“ a „ŽELEZO“ měly přistát nedaleko mostů a obsadit je. Skupině „ŽULA“ bylo zdůrazňováno v závěrečném výcviku, že musí zničit cíle co nejdříve. V opačném případě hrozí, že děla mosty zničí dříve, než přes ně přejedou německé tanky.
10. května 1940 o půl 4 ráno odstartovalo 40 transportních letounů Junkers Ju 52 ze 2 letišť poblíž Kolína nad Rýnem, které za sebou táhly kluzáky.
Když ale letouny doletěly k řece Rýn a k hranici s Francií, prasklo tažné lano jednoho z kluzáků, na jehož palubě byl velitel skupiny žula Witzig. Kluzák musel přistát, takže skupina pokračovala v letu bez svého velitele. Kluzáky byly vypuštěny nad německým územím 10 km od pevnosti. Za úsvitu je zpozorovali belgičtí vojáci, nerozpoznali však, zdali jsou letouny přátelské či ne, a tak je nechali letět dál.
Kluzáky se snášely ke svému cíli. Ve 4:25 se zastavil první kluzák na vršku Eben Emael, ostatní u mostů. 1. oddíl měl za úkol útok na kopule a zničení prvních kanonů. 2. oddíl útočí na další střelecká stanoviště, útočí granáty. Witzigův tým útočí na ústřední kopule, němečtí výsadkáři nevěděli, že v kopuli nefunguje nábojový pás. Další skupina útočí na ocelová vrata a po proražení zabijí osádku. Jeden z kluzáků přistál přímo do ostnatých drátů, praporčík Mensl se svými muži umlčel severní stanoviště a zjistil, že jižní je prázdné. Teprve teď si němečtí výsadkáři uvědomili, že chybí velitel, ale díky výcviku se dá říci, že nebyl potřeba. Výsadkářům trvalo necelých 20 minut k obsazení pevnosti.
Skupiny, které obsazovaly mosty, zabraly dva naprosto neporušené, jeden ostražitý belgický voják nálože odpálil u města Canna, a tím zničil most.
Celá operace slavila velký úspěch, ztraceno bylo 24 mužů, převážně u města Canna. Nebyl to však konec. Belgičané se stále ještě bránili, nyní se vrátil Witzig v náhradním kluzáku a nařídil útok na 2 neporušené kopule (120 mm), které zbyly. Nálože s trhavinou neprorazily kopuli, ale ta se již neotáčela. Němci útočí na jižní kopuli, půlmetráková nálož nezmohla zhola nic. Belgičané zahájili o půl 11 palbu na postupující Němce, toto byla Němců největší obava. Belgičanům se podařilo zničit most přes Mázu. Tento čin způsobil, že se Němci na 24 hodin zastavili (pro dostání se na druhý břeh bylo potřeba postavit pontonový most).
Kapitán Koch zavolal na pomoc střemhlavé bombardéry Stuka; mezitím ostatní Belgické pevnosti v okolí zahájily palbu na pevnost Eben-Emael, aby německé výsadkáře vypudily. Do prostoru padlo na 1 200 granátů, mnoho mužů skrývajících se v troskách bylo zraněno. Příchodem noci morálka Belgičanů opadala. Zničením ocelových vrat protitankovými zbraněmi a použitím bojových člunů na přepravu posil německým 151. pěším plukem přes Albertův kanál pod pevností o den později, dosáhli útočníci převahy, což vedlo k tomu, že belgický velitel pevnost vzdal v 13:30 hodin 11. května. Do zajetí padlo 1200 belgických vojáků a to znamenalo konec bitvy. Během 18 dní kapitulovala celá Belgie.
Byl to velký úspěch pro Němce a Hitler vyznamenal německé výsadkáře železnými kříži.

Prostory pevnosti
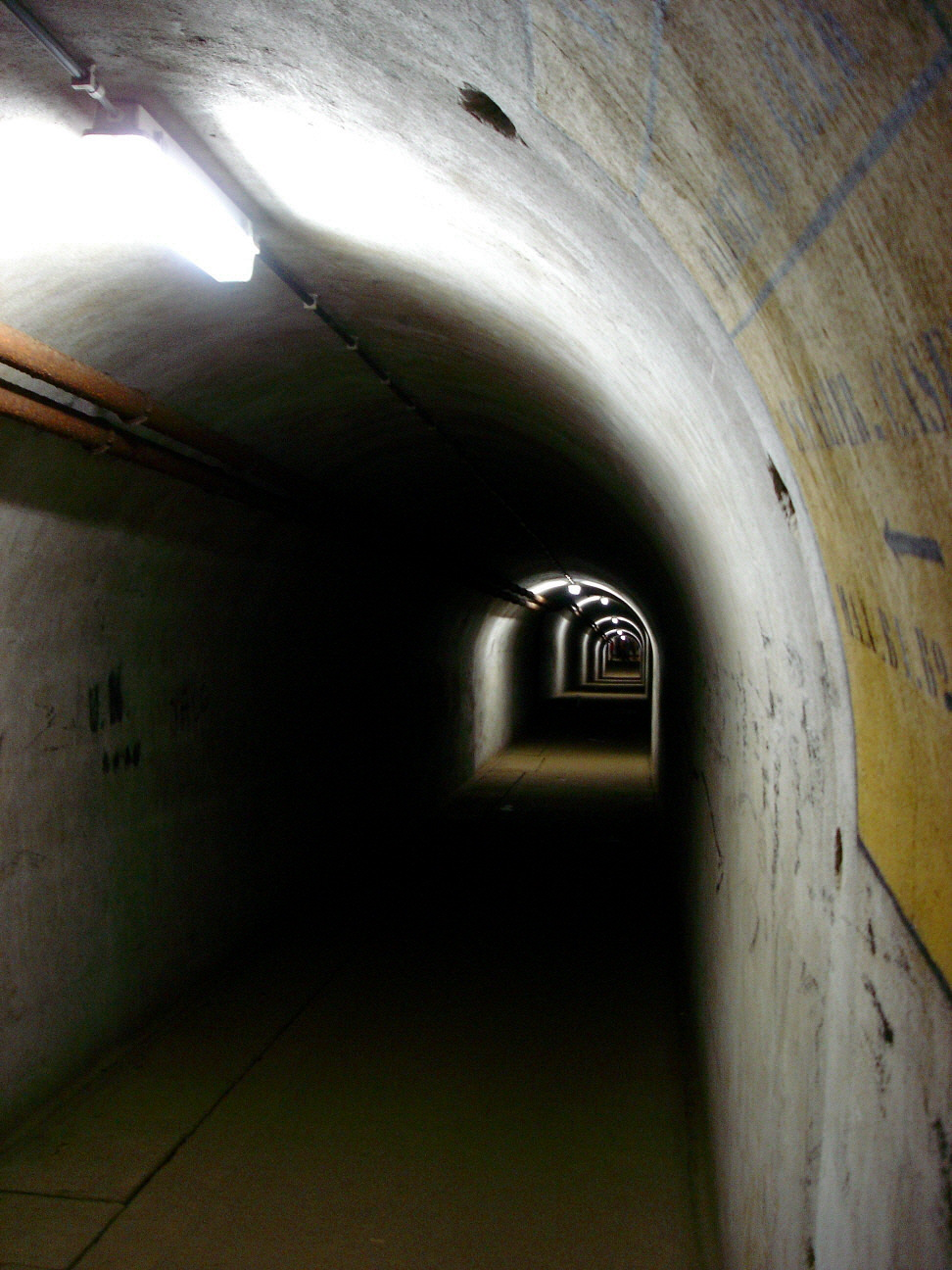
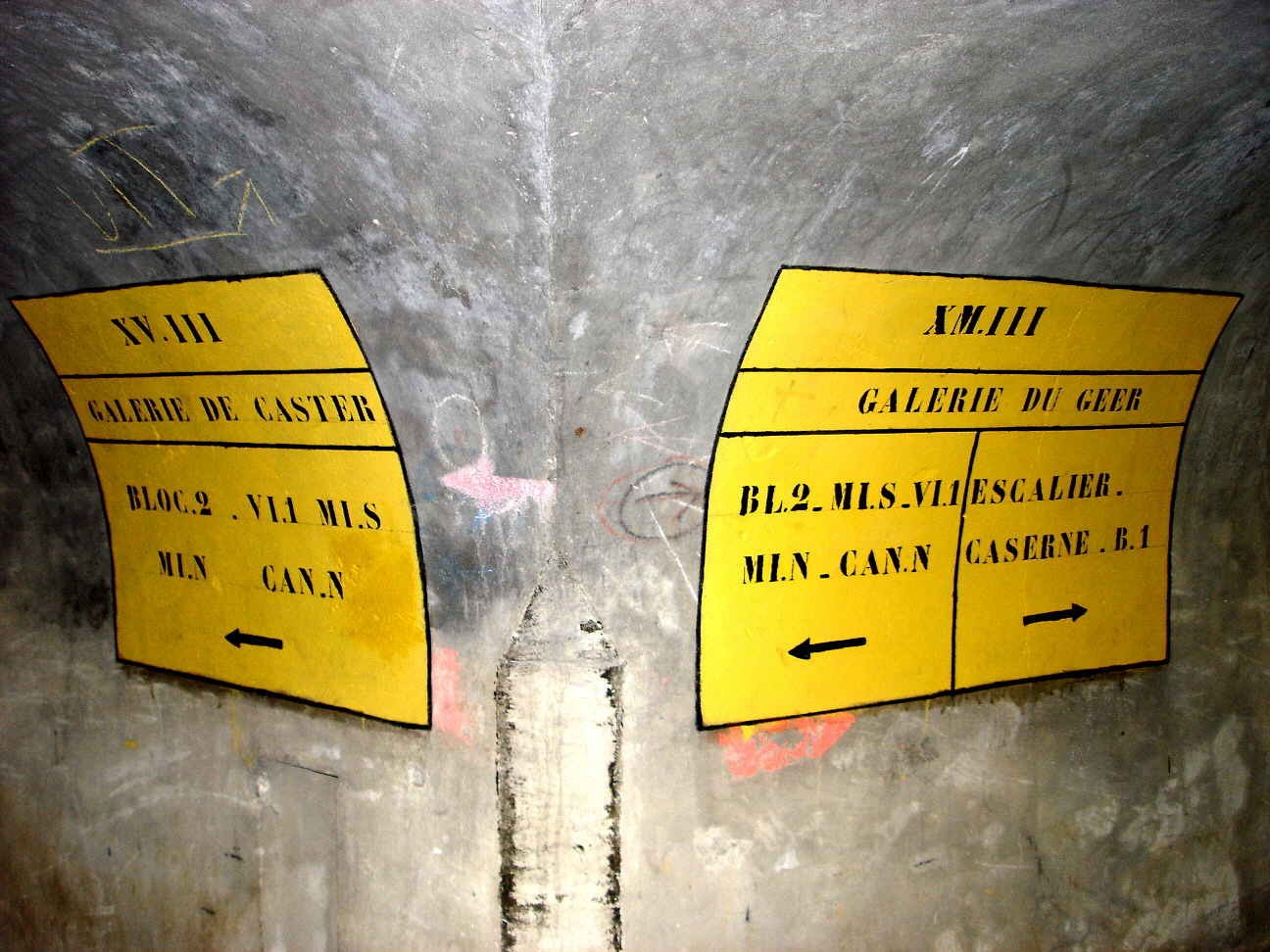
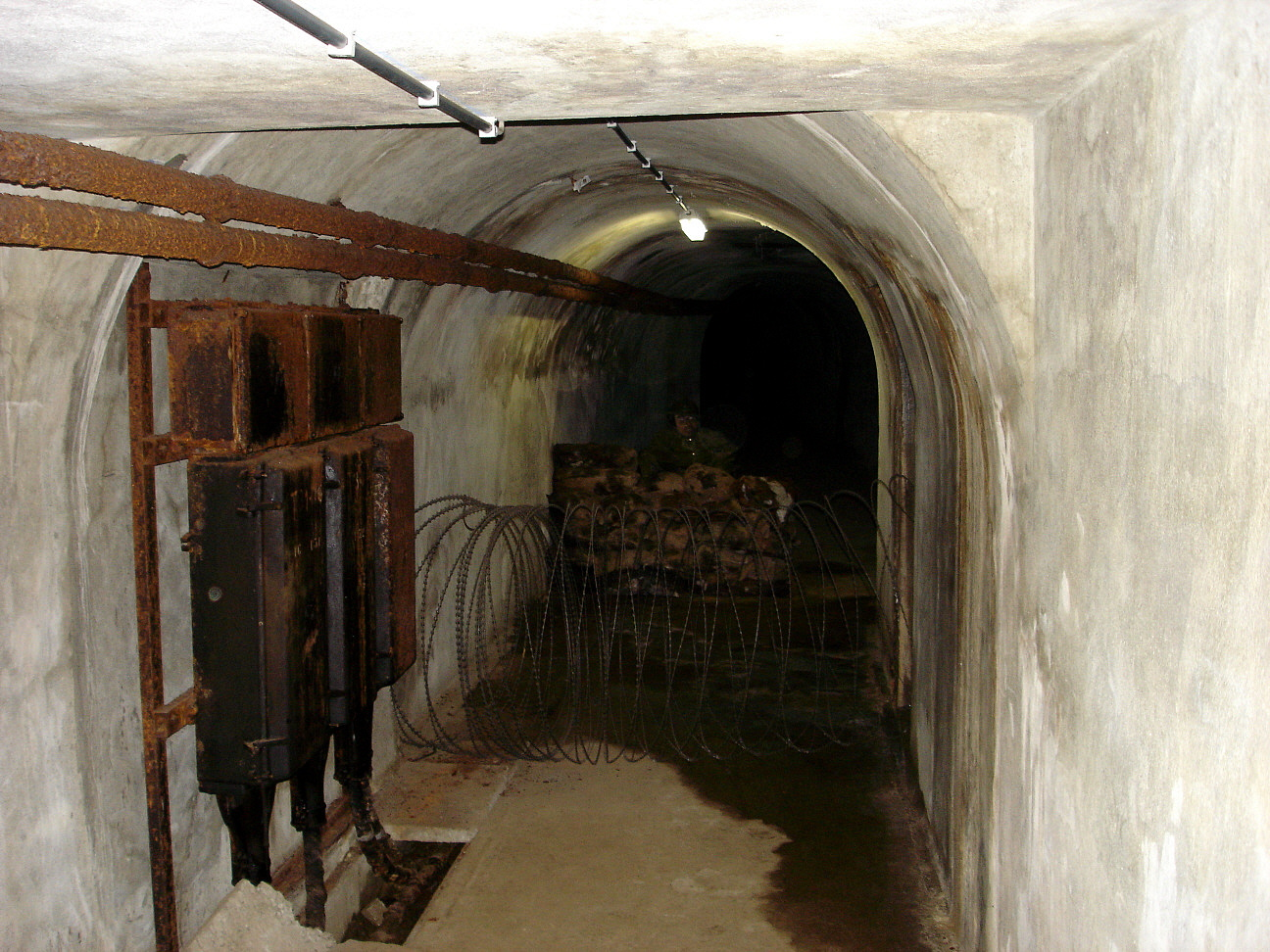
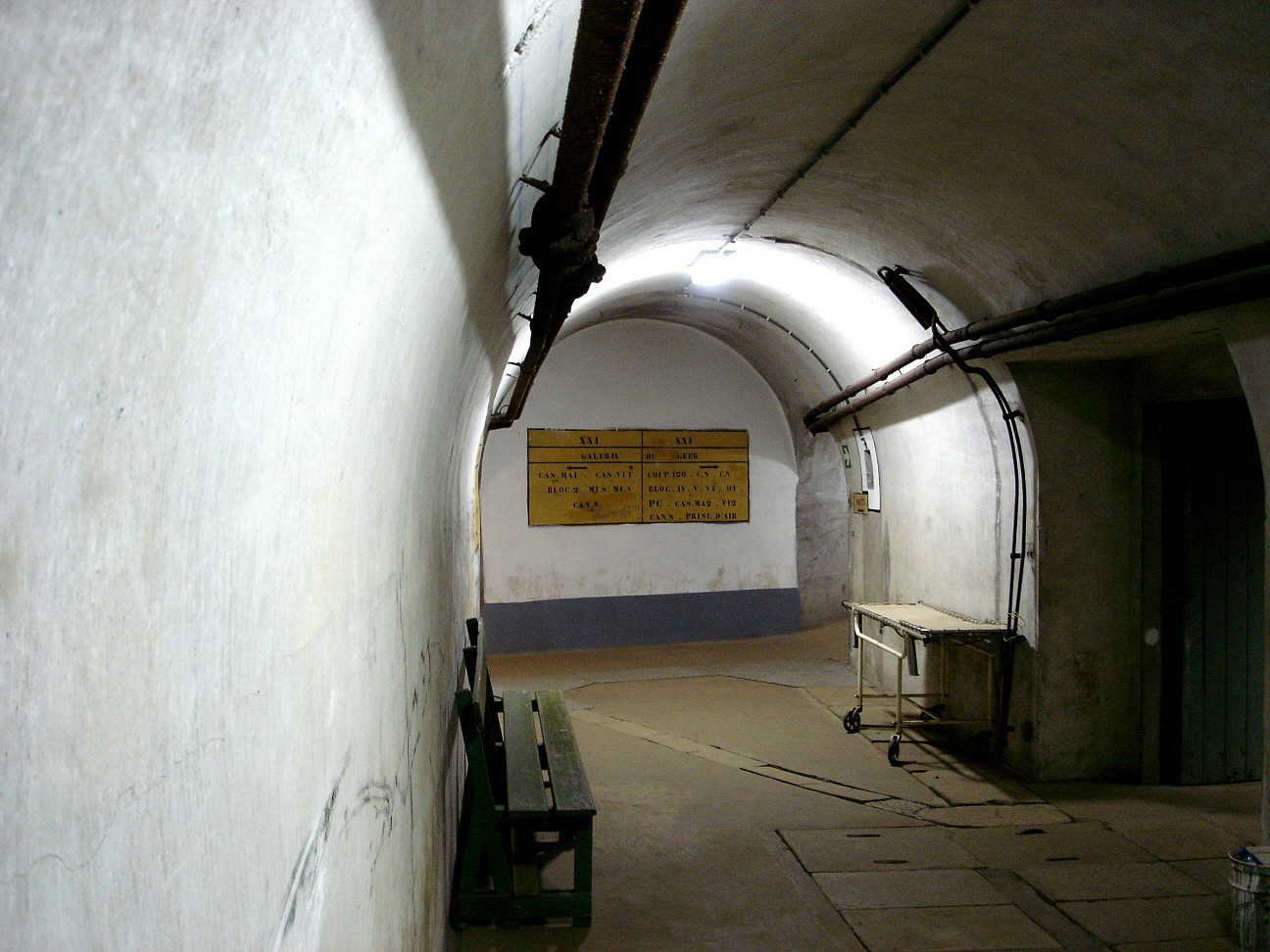
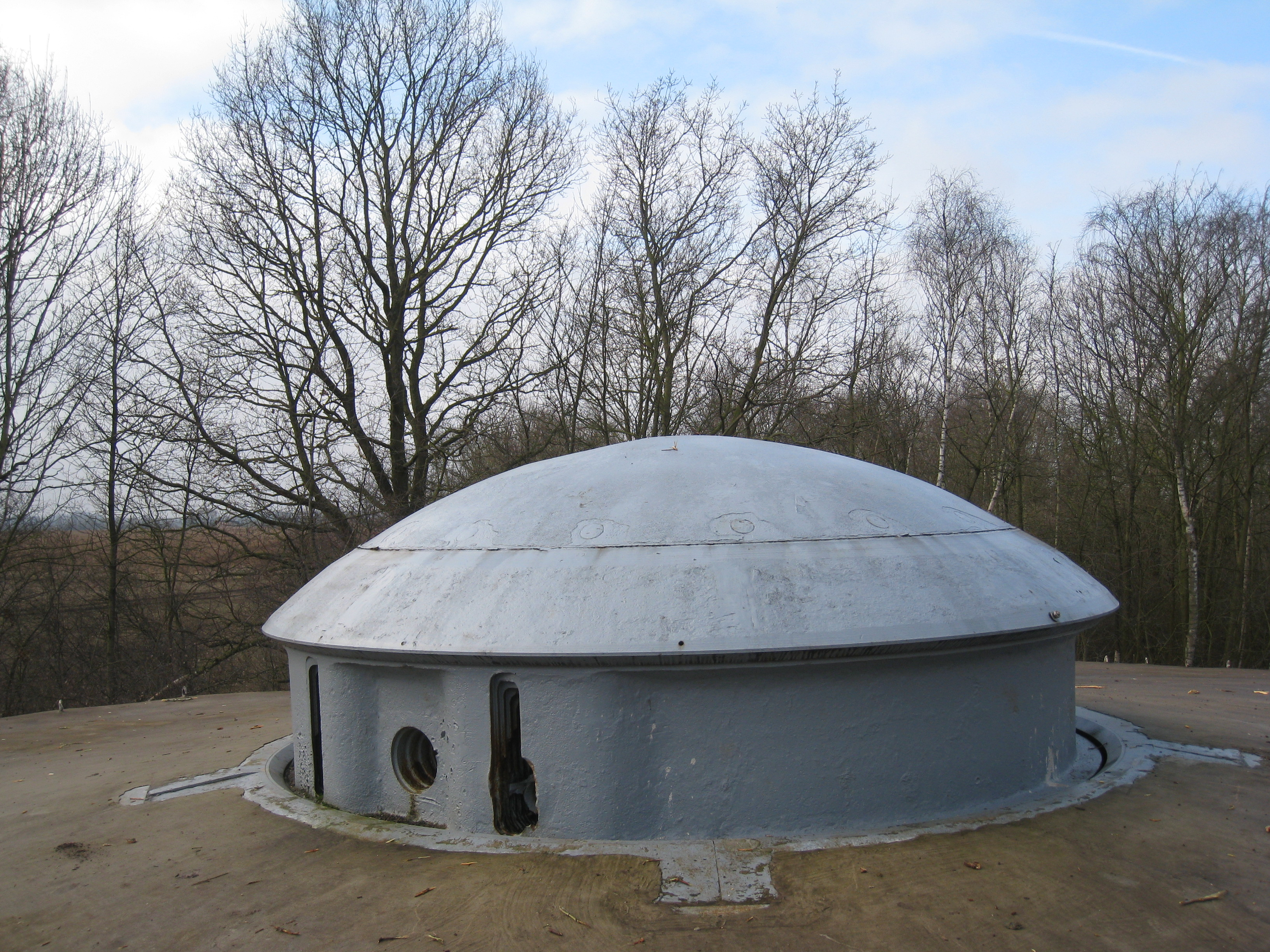
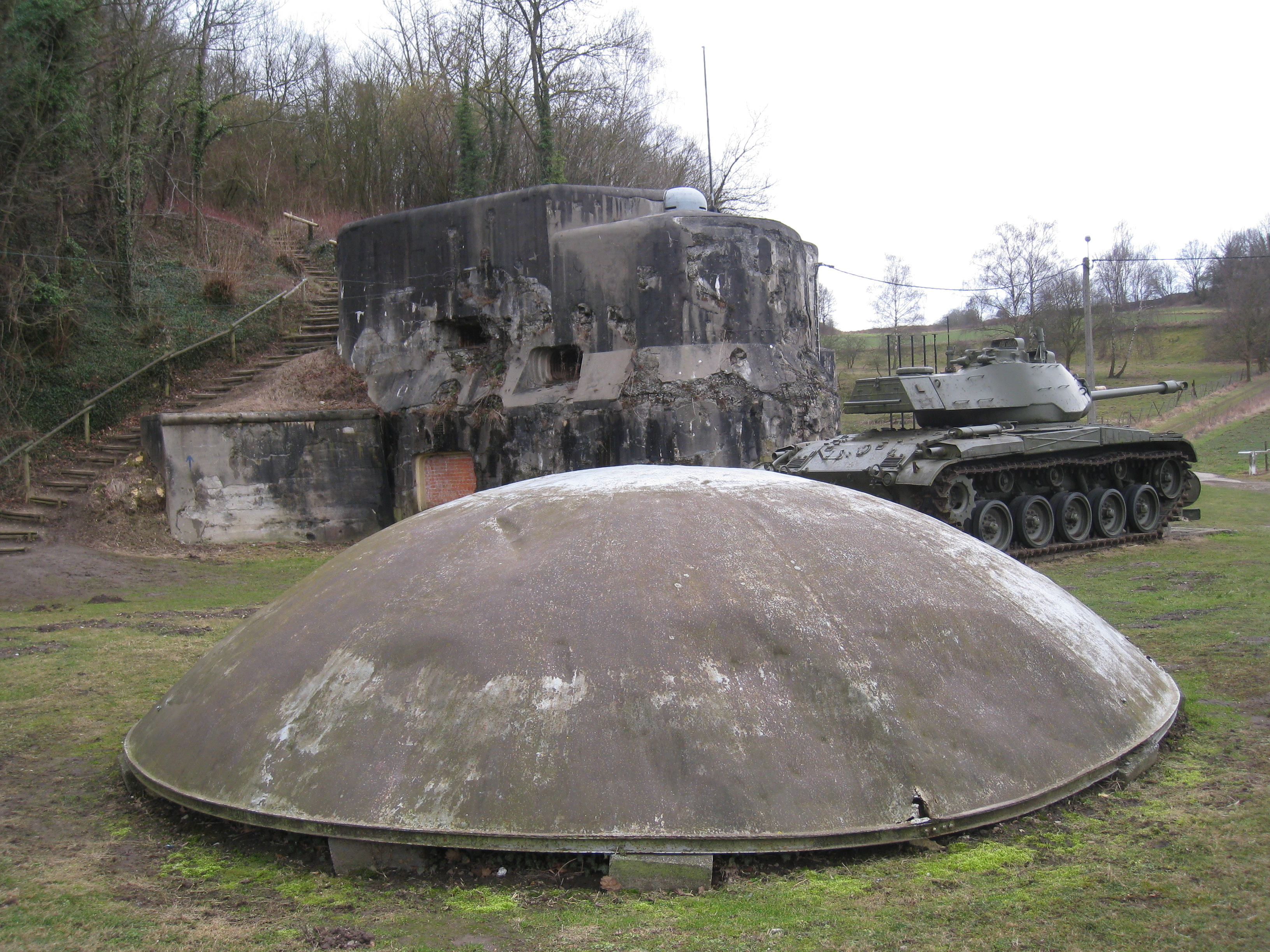
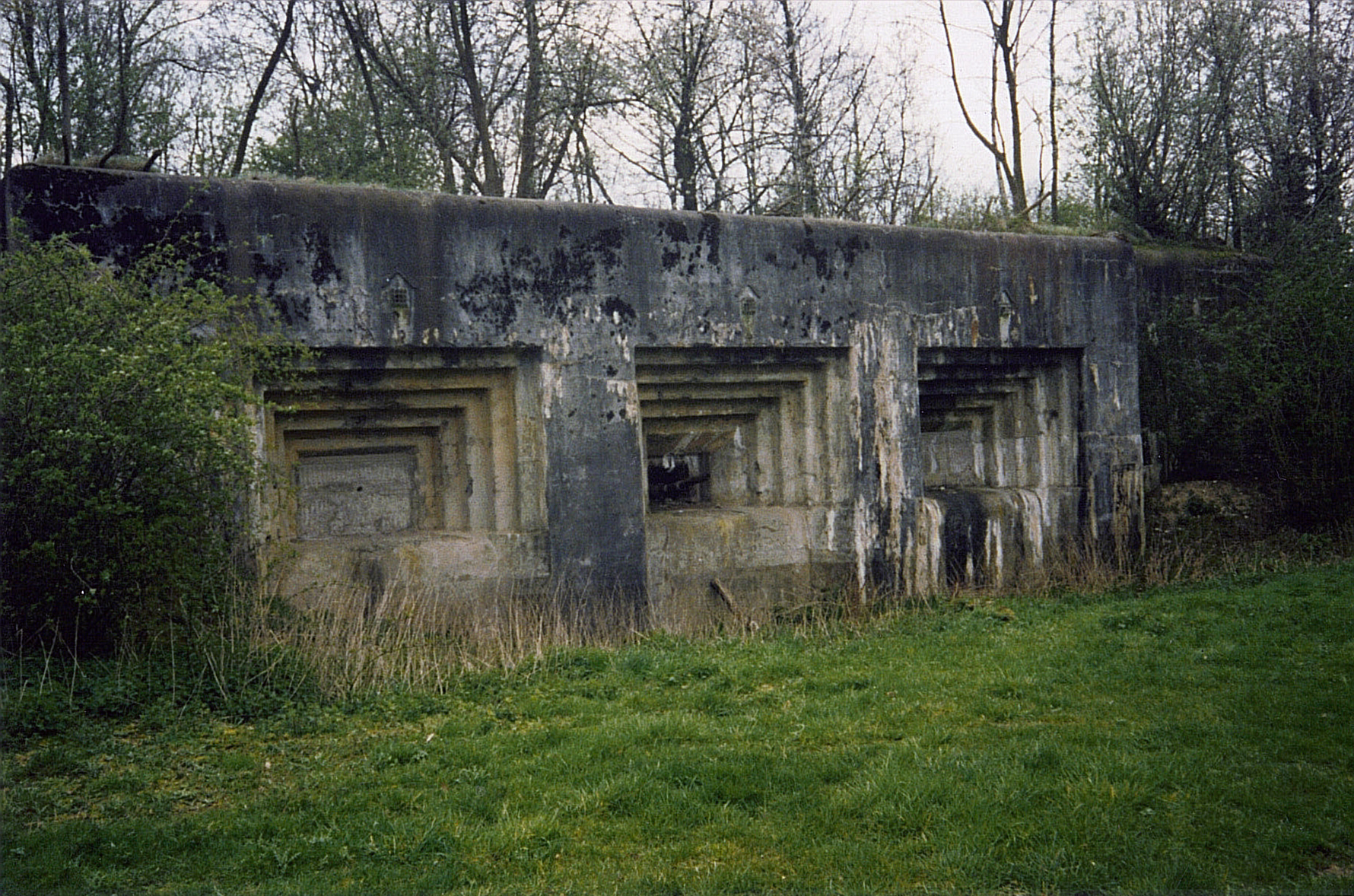
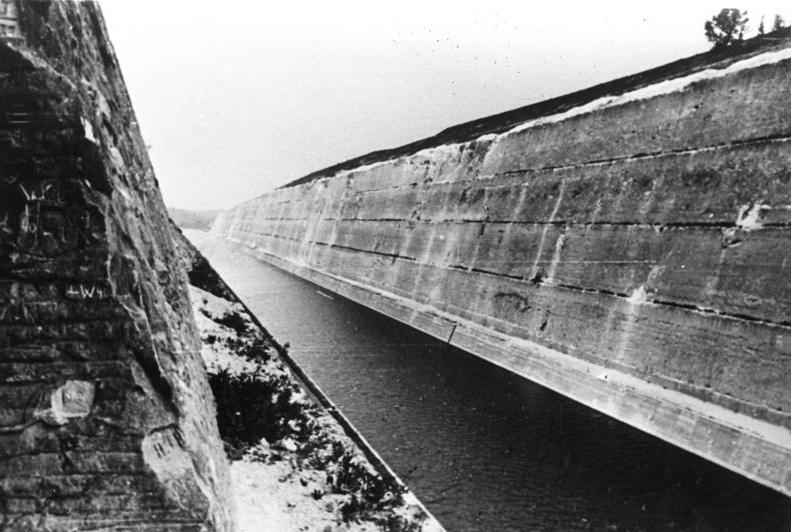